# Agalliopsis cuculla
Agalliopsis cuculla är en insektsart som beskrevs av Nielson och Carolina Godoy 1995. Agalliopsis cuculla ingår i släktet Agalliopsis och familjen dvärgstritar. Inga underarter finns listade i Catalogue of Life.